# Myriam Aranda Harandou
Myriam Aranda Harandou, née le 17 janvier 2004 à Madrid, est une gymnaste rythmique marocaine.

## Carrière
Aux championnats d'Afrique de gymnastique rythmique 2020, Myriam Aranda Harandou est médaillée de bronze par équipes.